# Estación Poanas
Estación Poanas är en ort i Mexiko.   Den ligger i kommunen Poanas och delstaten Durango, i den centrala delen av landet, 700 km nordväst om huvudstaden Mexico City. Estación Poanas ligger 1 862 meter över havet och antalet invånare är 425.
Terrängen runt Estación Poanas är en högslätt. Runt Estación Poanas är det ganska glesbefolkat, med 21 invånare per kvadratkilometer. Närmaste större samhälle är Nombre de Dios, 13,3 km sydväst om Estación Poanas. Omgivningarna runt Estación Poanas är i huvudsak ett öppet busklandskap.